# Mario Casasús
Mario Casasús Altamirano, född 16 juni 1894 i Mexico City, var en mexikansk bobåkare. Han deltog vid olympiska vinterspelen 1928 i Sankt Moritz och placerade sig på 11:e plats.